# Симэнь (фамилия)
Симэнь (кит. трад. 西門, упр. 西门, пиньинь Xīmén, буквально: «Западные ворота») — китайская фамилия, происхождение которой связано с названием резиденции правителей царства Чжэн Периода Весны и Осени.
Вьетнамское произношение — Tây Môn, корейское — Сŏмун (서문).

## Известные представители
- Симэнь Бао, чиновник Вэйского Вэнь-хоу (魏文侯; ? — 396 г. до н. э.) — правителя царства Вэй в период Сражающихся царств.